# Oğuzhan Azğar
Oğuzhan Azğar (* 14. Juli 1993 in Samsun) ist ein türkischer Fußballspieler.

## Vereinskarriere
Oğuzhan Azğar ist seit der Saison 2009/10 Spieler bei Samsunspor. Vorher spielte er für die Jugendauswahl des Vereins. Sein Debüt gab der Abwehrspieler am 20. Dezember 2009 gegen Orduspor in der 2. Liga.
In der Winterpause 2012/13 wechselte Azğar zum Erstligisten Akhisar Belediyespor. Nachdem er hier bis zur neuen Saison zu keinem Pflichtspieleinsatz gekommen war, wurde er für ide neueSaison an den Viertligisten Derincespor ausgeliehen.
Zur Saison 2014/15 wechselte er zum Drittligisten Pazarspor.